# 華拉倫加女子足球會
華拉倫加女子足球會（Vålerenga Fotball Damer）是一家挪威的女子足球球會，位於奧斯陸，是華拉倫加足球會的女子隊。目前球隊於挪威女子超級足球聯賽中角逐。
球隊在2011年首次升上頂級聯賽，這使華拉倫加成為第三家挪威足球會，同時擁有男子隊和女子隊一同於頂級聯賽中角逐。
於2020年，球會首次贏得挪威女子超級足球聯賽和挪威女子盃冠軍，是他們首個主要冠軍。

## 榮譽
- 挪威女子超級足球聯賽：
  - 冠軍: 2020, 2023, 2024
  - 亞軍: 2019, 2022
- 挪威女子甲組足球聯賽（英语：Norwegian First Division (women)）：
  - 冠軍: 2011
- 挪威女子盃（英语：Norwegian Women's Cup）：
  - 冠軍: 2020, 2021, 2024
  - 亞軍: 2017, 2019, 2023